# Kryptonite (песня)
«Kryptonite» — дебютный сингл американской рок группы 3 Doors Down. Первоначально выпущен как демо для местной радиостанции 97,9 WCPR-FM в Билокси (штат Миссисипи) и распространившийся на несколько других радиостанций в ноябре-декабре 1999 года. Официально сингл вышел в эфир 18 января 2000 года. Песня достигла первого места в Mainstream Rock Tracks и занимала его девять недель, а затем одиннадцать недель находилась на первом месте в чарте Modern Rock Tracks. Она также занимала первое место в чарте Mainstream Top 40, четвёртое место в чарте Adult Top 40 и третье место в Billboard Hot 100, что является лучшим показателем в истории группы.

## История создания
Песня была написана вокалистом и барабанщиком группы Брэдом Арнольдом в пятнадцатилетнем возрасте, во время школьного урока по математике, и была его первой написанной песней.
Первоначально группа отдала демо-запись местной миссисипской радио-станции WCPR-FM, которая стала крутить EP версию «Kryptonite» и вскоре она стала самой заказываемой песней. Один из руководителей станции послал запись менеджеру In De Goot Entertainment Фину Дали, который показал её своему начальнику Биллу Макгати. Вскоре группу пригласили выступить в нью-йоркском музыкальном клубе CBGB. Дали так описывал их выступление: «Когда они вышли на сцену и начали играть, стало очевидно, что в их музыке заключено волшебство. Поэтому мы решили их подписать».

## Участники записи
Согласно информации на CD-диске
- Бред Арнольд — вокал, ударные, текст песни, композитор
- Мэтт Робертс — соло-гитара, ритм-гитара, композитор
- Крис Хендерсон — ритм-гитара
- Тодд Харелл — бас-гитара, композитор
- Пол Эберсольд — продюсер

## Сертификация
| Регион | Сертификация  | Продажи   |
| --- | ------------- | --------- |
| Австралия (ARIA) | Платиновый    | 70 000^   |
| Дания (IFPI Danmark) | Золотой       | 45 000    |
| Германия (BVMI) | Золотой       | 250 000   |
| Великобритания (BPI) | Золотой       | 400 000   |
| США (RIAA) | 5× Платиновый | 5 000 000 |
| ^ Данные о тиражах приведены только на основе сертификации. · Данные о продажах + прослушиваниях приведены только на основе сертификации. |               |           |